# Oncholaimus aegypticus
Oncholaimus aegypticus är en rundmaskart som beskrevs av Steiner 1921. Oncholaimus aegypticus ingår i släktet Oncholaimus och familjen Oncholaimidae. Inga underarter finns listade i Catalogue of Life.